# Ta Khmau
Ta Khmau est une ville du Cambodge située dans la province de Kandal.

## Démographie
En 1998 sa population était de 58 264 habitants.